# Chrüzbode
Der Chrüzbode (Kreuzboden) ist ein Pass im Schweizer Napfbergland, zwischen Trub und Escholzmatt. Über ihn verläuft die Grenze zwischen dem Kanton Bern und dem Kanton Luzern.

## Geschichte
In Samuel Bodmers March-Buch aus dem Jahre 1710 wird erwähnt, dass sich auf dem weit bekannten Crütz Boden jedes Jahr viele Gemeinden von Bern und Luzern einen gemeinsamen Wettstreit im Schwingen halten, der Preis aber immer bei Bern geblieben sei.